# A-Tisket, A-Tasket
«A-Tisket, A-Tasket» — американская детская песенка.
В 1930-х годах американская певица Элла Фицджеральд переработала оригинальный детский текст песенки. Вместе с композитором 
Элом Фельманом (позже известным как Ван Александр) они создали на её основе джазовую песню, которая стала большим хитом и одной из «визитных карточек» певицы.
В 1986 году сингл с этой песней в исполнении оркестра Чика Уэбба и Эллой Фицджеральд (вышедший в 1938 году на лейбле Decca Records) был принят в Зал славы премии «Грэмми».